# UD Songo
União Desportiva do Songo w skrócie UD Songo – mozambicki klub piłkarski grający w pierwszej lidze mozambickiej, mający siedzibę w mieście Songo.

## Sukcesy
- Moçambola[1]

mistrzostwo (3): 2017, 2018, 2022.
- Puchar Mozambiku:[2]

zwycięstwo (2): 2016, 2019.
finał (1): 2017.

## Występy w afrykańskich pucharach
| Sezon     | Rozgrywki           | Runda              | Kraj                          | Klub                 | Dom | Wyjazd | Dwumecz      |
| --------- | ------------------- | ------------------ | ----------------------------- | -------------------- | --- | ------ | ------------ |
| 2017      | Puchar Konfederacji | wstępna            | Południowa Afryka             | Platinum Stars FC    | 0–1 | 0–1    | 0–2          |
| 2018      | Liga Mistrzów       | wstępna            | Komory                        | Ngaya Club de Mdé    | 2–0 | 1–1    | 3–1          |
| 2018      | Liga Mistrzów       | 1                  | Demokratyczna Republika Konga | TP Mazembe           | 3–0 | 0–4    | 3–4          |
| 2018      | Puchar Konfederacji | play-off           | Sudan                         | El Hilal SC El Obeid | 3–1 | 1–2    | 4–3          |
| 2018      | Puchar Konfederacji | gr. B (3. miejsce) | Maroko                        | Renaissance Berkane  | 0–2 | 1–2    | 1–4          |
| 2018      | Puchar Konfederacji | gr. B (3. miejsce) | Egipt                         | Al-Masry Port Said   | 1–1 | 0–2    | 1–3          |
| 2018      | Puchar Konfederacji | gr. B (3. miejsce) | Sudan                         | Al-Hilal Omdurman    | 1–1 | 2–2    | 3–3          |
| 2018/2019 | Liga Mistrzów       | wstępna            | Zambia                        | Nkana FC             | 1–2 | 0–1    | 1–3          |
| 2019/2020 | Liga Mistrzów       | wstępna            | Tanzania                      | Simba SC             | 0–0 | 1–1    | 1–1          |
| 2019/2020 | Liga Mistrzów       | 1                  | Zimbabwe                      | FC Platinum          | 0–1 | 2–4    | 2–5          |
| 2019/2020 | Puchar Konfederacji | play-off           | Południowa Afryka             | Bidvest Wits FC      | 1–2 | 0–6    | 1–8          |
| 2020/2021 | Puchar Konfederacji | 1                  | Zambia                        | NAPSA Stars FC       | 1–1 | 0–0    | 1–1          |
| 2021/2022 | Liga Mistrzów       | 1                  | Kongo                         | AS Otohô             | 1–0 | 0–1    | 1–1 (k. 3–4) |

## Stadion
Domowe mecze klub rozgrywa na stadionie o nazwie Estadio 27 de Novembro w Songo, który może pomieścić 2000 widzów.

## Reprezentanci kraju grający w klubie od 2016 roku
Stan na kwiecień 2024.
| - Agenor - Amadú - Pascoal Carlos Amorim - Dayo António - António Belito - Betão - Candinho - Neymar Canhembe - Dário Chongai - Cremildo - Mayunda Cumaio - Danito - Nelson Divrassone - Domingues - Edmilson Dove - Ernani - Estevão - Manucho Guambe - José Guirrugo - Mustafá Ismail - Ivane - Bheu Januário - Jojó - Eduardo Jumisse - Manuel Kambala - Lau King - Kley - Lanito - Leonel | - Macaime - Elias Macamo - Mano - Luís Miquissone - Jorge Muholove - Sidique Mussagi - Danilo Muzé - Allan Namaito - Nanani - Luís Parkim - Payó - Hélder Pelembe - Mário Sinamunda - Jerry Sitoe - Tchitcho - Stélio Teca - Telinho - Pedro Timbe - Zé Luís Vaz - Frank Banda - John Banda - Schumacher Kuwali - Charles Swini - Abeddy Biramahire - Uhuru Selemani Mwambungu - Webster Muzaza - Thomas Nyirenda - Emmanuel Mandiranga |